# Rust noch duur
Rust noch duur is een twaalfdelige muzikale komedieserie (destijds "televisiestrip" genoemd) van de KRO, in twee tv-seizoenen uitgezonden in 1969 en 1970.
Jasperina de Jong was na jaren in het kleine theater van Kabaret Lurelei te hebben opgetreden toe aan een groter podium. Er waren plannen voor de Nederlandse versie van de musical Sweet Charity en het maken van een televisieserie waarin De Jong ook kon zingen. Guus Vleugel schreef de teksten en de liedjes van de serie, die draaide om een progressieve Amsterdamse huisvrouw, Millie Vink, die los wilde breken uit haar burgerlijke bestaan en volop mee wilde doen aan de trends van die tijd. De Jong speelde de hoofdrol. Haar echtgenoot Eric Herfst speelde in de serie eveneens haar tv-echtgenoot Thomas Vink. Daarnaast behoorde Sylvia de Leur als de conservatieve schoonzus Martha Vink tot de vaste rolbezetting. Zij hadden al een aantal jaren met elkaar gewerkt in Lurelei, waarvan Vleugel ook de voornaamste tekstleverancier was geweest. In de serie waren er gastrollen van o.a. Adèle Bloemendaal, Rudi Falkenhagen, Conny Stuart en Gerard Cox. In iedere aflevering zaten in het verhaal een paar liedjes verweven (gezongen door De Jong), die in een apart showdecortje werden opgevoerd met medewerking van een dans/balletgroep. De muziek van alle liedjes werd gecomponeerd door Joop Stokkermans, voor de arrangementen tekende Julius Steffaro.
In eerste instantie werden er vijf afleveringen gemaakt, die vierwekelijks werden uitgezonden. De serie werd goed bekeken, hoewel er ook regelmatig brieven en commentaren in de krant stonden van kijkers en recensenten die sommige afleveringen niet konden waarderen. Er volgde nog een tweede seizoen van zeven afleveringen. De afleveringen handelden op komische en soms vileine wijze over allerlei maatschappelijke onderwerpen en trends uit die tijd, zoals absurdistisch theater, de Kabouterbeweging, het overal actie voor voeren en eindeloos discussiëren in de maatschappij, het roken van hasj, de populariteit van de minirok, de hang naar het paranormale en mystiek, de opkomst van relatiebemiddelingsbureaus en kritische televisierecensenten in de krant. De serie stopte na twaalf afleveringen omdat De Jong in dezelfde periode ook 's avonds op de planken stond in de musical Sweet Charity en het doen van zowel show als tv niet langer te combineren viel. Daarnaast zou ook aan de eerste theatershow van De Jong gewerkt gaan worden (De Jasperina Show uit 1971). Omdat de originele videobanden werden gewist voor hergebruik is er niets van de serie op band bewaard gebleven, met uitzondering van de leader en het nummer uit aflevering 6 "Commune". Een groot deel van de 36 liedjes is destijds op langspeelplaat verschenen en enkele ook als single. In de jaren 90 verschenen een paar (soms niet eerder uitgebrachte) nummers uit de serie op verzamel-cd's van De Jong.

## Afleveringen
| Nr. | Seizoen | Titel en korte inhoud | Uitzenddatum NL  | Liedjes                                                                                  |  |
| --- | ------- | --- | ---------------- | ---------------------------------------------------------------------------------------- |  |
| 1   | 1       | "Een man met soul" - Millie is het saaie gezinsbestaan en thuiszitten beu en gaat zonder haar man Thomas naar een Amsterdams café. | 28 februari 1969 | Welterusten groenteman - Charme - Ik heb geen soul                                       |  |
| 2   | 1       | "Het dilemma" - Millie treft een filmproducent en deze biedt haar aan in zijn film op te treden. Millie ziet dit wel zitten; haar man Thomas en schoonzus Martha niet. Thomas gaat overstag, tot hij via Martha hoort dat het om een erotische film gaat. | 28 maart 1969    | Het Nederlandse filmklimaat - Geketend en gekooid - Happy end                            |  |
| 3   | 1       | "Rijk van de Geest" - Millie is kandidate in een algemene kennisquiz op tv en oefent thuis fanatiek. Thomas en Martha werken niet genoeg mee en Millie raakt hier ontzettend gestresst van. | 25 april 1969    | Zo zenuwachtig - Klaar voor de volgende vraag - God zegene u, mevrouw Vink               |  |
| 4   | 1       | "De lachkick" - Millie leert een fotografenechtpaar kennen en nodigt hen thuis uit. Zij blijken af en toe een hasj-sigaret te roken en proberen Millie en haar man zover te krijgen om dit ook eens uit te proberen. | 19 mei 1969      | Hoe hoort het eigenlijk - Had een mens maar geen familie - Zij liep onschuldig in de val |  |
| 5   | 1       | "Een dame uit Johannesburg" | 16 juni 1969     | Juffrouw Milly van de retirade - De dood van mijn schat - Quick quick slow               |  |
| 6   | 2       | "De leegstaande woning" | 15 november 1969 | Aktie - Daar kan geen commune aan tippen - Wendt u tot Milly                             |  |
| 7   | 2       | "De reis naar Amerika" - Thomas organiseert als project voor het reisbureau waar hij werkt een reis naar Amerika. Millie en Martha gaan mee. Millie heeft echter in het ziekenhuis gelegen en daar kennis gekregen aan Frieda, een helderziende. Zij voorspelt allerlei problemen rond de reis.                                                                     | 13 december 1969 | Neem een hopje - Suiker voor Castro - Het paranormale (met Conny Stuart)                 |  |
| 8   | 2       | "Theater 2000" - Millie stelt tot ergernis van Thomas hun huis open als repetitieruimte voor de absurdistische theatergroep "Theater 2000" die geen eigen ruimte meer heeft. | 10 januari 1970  | Mildred Vink, de multimiljonaire - Discussiëren - Theater                                |  |
| 9   | 2       | "De zuster van Fien" - Fien, een vriendin van Martha, komt op bezoek. Zij vertelt over haar zus die als eerste een succesvolle hippe modeboetiek in de Jordaan heeft opgezet. De boetiek loopt echter totaal niet meer. Millie is van plan te proberen de eigenaresse te helpen door het introduceren van een nieuwe modetrend en het organiseren van een modeshow. | 7 februari 1970  | Kijk, daar staat ze - We hebben onze schaapjes op het droge - Veertig graden koorts      |  |
| 10  | 2       | "Wie is F.Z.?" - Thomas wordt op tv geïnterviewd over zijn werk. Een televisierecensent met de initialen F.Z. wijdt er de volgende dag een paar negatieve opmerkingen aan in de krant. Milly en Martha willen verhaal halen en vinden uit wie de recensent is en waar hij woont. De man is niet thuis, maar zijn moeder wel.                                        | 7 maart 1970     | Ik denk genuanceerd - ? - ?                                                              |  |
| 11  | 2       | "De oudjes" - In een supermarkt biedt Millie een ouder echtpaar haar hulp aan. In gesprek met het echtpaar blijkt dit ludieke activistische ideeën te hebben gericht tegen de staat en sabotage te willen plegen. Milly komt in contact met de Kabouterbeweging. | 4 april 1970     | Slof 't maar eens bij - Toen kwam de klap - Het ludieke werkkamp                         |  |
| 12  | 2       | "De Hemelenborg" - Millie is het zeer oneens met het vernietigende oordeel van een culinair recensente in de krant over een restaurant waar zij gegeten heeft. Ze probeert de eigenaren van de Hemelenborg te helpen en bedenkt hiervoor een list. | 2 mei 1970       | Hello Milly - Joebilaheihei - Hopfalderiere ik ga scheiden                               |  |